# سوكرالفات
سوكرالفات (بالانجليزية: Sucralfate) هو مركب كيميائي عبارة عن دواء يوجد بأسماء تجارية مختلفة، مشتق جزئيًّا من الألومنيوم، يستخدم لعلاج قرحة المعدة ومرض ارتجاع المريء والتهاب المستقيم الإشعاعي والتهاب المعدة وللوقاية من القرحة الهضمية.